# Hellange
Pour les articles ayant des titres homophones, voir Ellange et Elange.
Hellange (en luxembourgeois : Helleng  et en allemand : Hellingen) est une section de la commune luxembourgeoise de Frisange située dans le canton d'Esch-sur-Alzette.

## Histoire

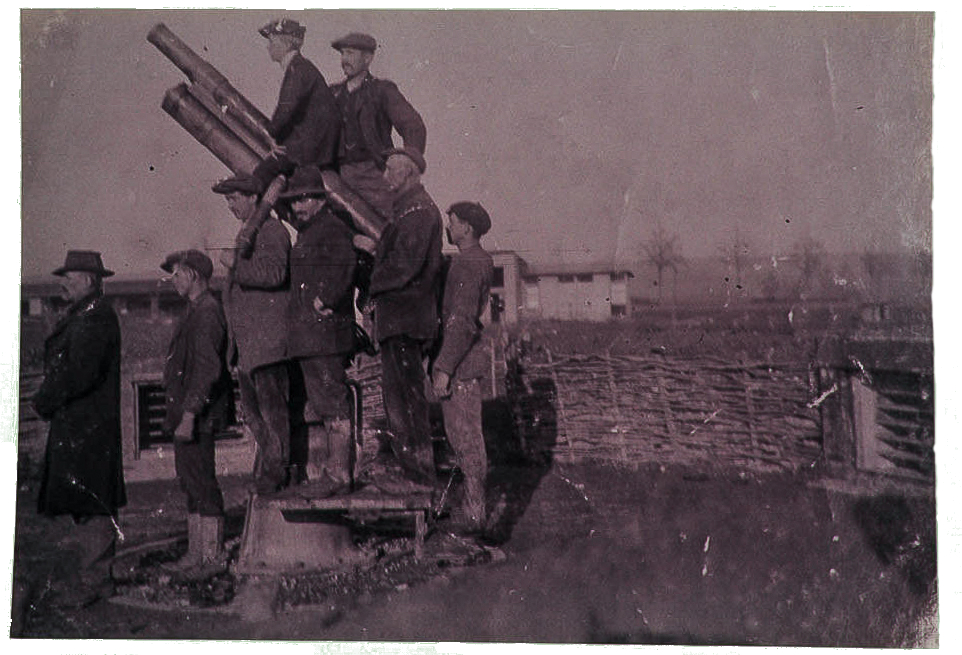
Plusieurs civils posent à côté d'un canon anti-aérien allemand en 1918.